# Benjamin Gille
Benjamin Gille (né le 3 mai 1982 à Valence) est un handballeur français évoluant essentiellement au poste de défenseur et parfois au poste de pivot en attaque. Il a évolué pendant les 18 années de sa carrière professionnelle à Chambéry. Il est le frère cadet de Guillaume et Bertrand Gille, deux internationaux français qui ont remporté, le plus souvent ensemble, les plus grands trophées du handball mondial avec deux titres olympiques, des titres mondiaux (deux chacun) et deux titres européens.

## Carrière

### Débuts
Jouant à partir de cinq ans, Benjamin se passionne pour le handball où il joue pendant treize ans au club de Loriol-sur-Drôme.

### Professionnel
Il signe son premier contrat professionnel en 2000 avec le Stade olympique de Chambéry, club où il va réaliser toute sa carrière professionnelle. À la lutte avec Montpellier, il devient champion de France 2000-2001 dès sa première saison, mais devra par la suite s'incliner face à son rival, échouant à huit reprises à la deuxième place entre 2002 et 2012. De même, s'il remporte la Coupe de la Ligue 2002, il ne parvient pas par la suite à remporter d'autres coupes, s'inclinant en finale de la Coupe de la Ligue en 2011, de la Coupe de France et 2002, 2005, 2009 et 2011 et au Trophée des Champions en 2010, 2011 et 2012. Benjamin Gille et les Chambériens doivent ainsi attendre 11 ans avant de remporter un nouveau trophée à l'occasion du Trophée des champions 2013.
Fidèle à son club, il prolonge en avril 2013 son contrat pour deux saisons supplémentaires. Il met un terme à sa carrière le 31 mai 2018 après 18 saisons sous le maillot de Chambéry.
Le 19 mars 2009, il honore sa première sélection en équipe de France dans un match de qualification pour l'Euro 2010 face au Portugal. La même année il est médaillé d'argent aux Jeux méditerranéens 2009 de Pescara. Il ne parviendra toutefois pas à s'imposer durablement en équipe de France, le poste de défenseur étant occupé par Didier Dinart puis, après la fin de carrière de ce dernier, étant trop âgé pour avoir un avenir sur le long terme.

## Palmarès
Compétitions nationales
- Champion de France (1) : 2001
  - Vice-champion (8) : 2002, 2003, 2006, 2008, 2009, 2010, 2011, 2012
- Coupe de la Ligue  (1) : 2002
  - Finaliste (1) : 2011
- Trophée des Champions (1) : 2013
  - Finaliste (3) : 2010, 2011 et 2012
- Coupe de France
  - Finaliste (4) : 2002, 2005, 2009, 2011

Compétitions internationales
- Coupe de l'EHF
  - Demi-finaliste en 2016
- Coupe d’Europe des vainqueurs de Coupe
  - Quart de finaliste en 2003
- Ligue des champions : 
  - Qualifié en 2002, 2004, 2007, 2009, 2010, 2011, 2012, 2013
- Eurotournoi (2) : 2001, 2003 
  - Finaliste (1) : 2011

Équipe de France
- 1re sélection le 19 mars 2009 : match de qualification pour l'Euro 2010 face au Portugal[5]
- Médaille d'argent aux Jeux méditerranéens 2009 de Pescara,  Italie

### Distinctions individuelles
- élu meilleur défenseur du championnat de France (2) : Saison 2009-2010 , Saison 2010-2011